# Sex (album The 1975)
Sex – drugi minialbum brytyjskiego zespołu muzycznego The 1975, wydany 19 listopada 2012 roku nakładem wytwórni muzycznych Dirty Hit i Vagrant Records. Wydawnictwo było promowane singlem o tym samym tytule, który wraz z wyreżyserowanym przez Jamesa Bootha teledyskiem został opublikowany 5 października 2012 roku w serwisie YouTube.

## Odbiór
Album spotkał się z pozytywnym przyjęciem ze strony mediów. W recenzji opublikowanej w elektronicznym czasopiśmie Paste zostało podkreślone, że pomimo początkowego wrażenia braku całkowitej spoistości zawartych na albumie utworów, w ostatecznym rozrachunku utwory te łączą się wyjątkowo dobrze po wielokrotnym przesłuchaniu. Z kolei autorka recenzji z elektronicznego czasopisma Consequence of Sound zwróciła uwagę na fakt, że materiał zawarty na wydawnictwie jest dowodem na poszukiwanie własnego brzmienia przez zespół i wynikające z niego bawienie się różnymi opcjami. Ponadto podkreśliła, że Sex to „zabawne słuchanie z mnóstwem rzeczy do zaoferowania, w szczególności gdy się weźmie pod uwagę jego zwięzłość”.

## Lista utworów
Opracowano na podstawie materiału źródłowego.
| Nr | Tytuł utworu                                                                    | Autorzy                                                                                    | Długość |
| -- | ------------------------------------------------------------------------------- | ------------------------------------------------------------------------------------------ | ------- |
| 1. | „Intro/Set 3”                                                                   | Adam Brian Thomas Hann, Adam Hann, Matthew Healy, George Daniel Hackett Iv, Ross MacDonald | 3:08    |
| 2. | „Undo”                                                                          | Adam Brian Thomas Hann, Adam Hann, Matthew Healy, George Daniel Hackett Iv, Ross MacDonald | 4:04    |
| 3. | „Sex”                                                                           | Adam Brian Thomas Hann, Adam Hann, Matthew Healy, George Daniel Hackett Iv, Ross MacDonald | 3:26    |
| 4. | „You” (na ścieżce znajduje się również ukryty utwór pt. „Milk” o długości 2:12) | Adam Brian Thomas Hann, Adam Hann, Matthew Healy, George Daniel Hackett Iv, Ross MacDonald | 6:10    |
|    |                                                                                 |                                                                                            | 16:48   |

## Wydania
| Format               | Wytwórnia                    | Numer katalogowy | Kraj                       | Rok  | Źródło |
| -------------------- | ---------------------------- | ---------------- | -------------------------- | ---- | ------ |
| CDr, EP, Promo       | Dirty Hit                    | Brak             | Wielka Brytania i Irlandia | 2012 | [ 9 ]  |
| 5xFile, MP3, EP, 320 | Digital Distribution Nigeria | Brak             | —                          | 2013 | [ 9 ]  |
| 12", EP, Whi         | Dirty Hit                    | DH00071          | Wielka Brytania i Irlandia | 2015 | [ 9 ]  |
| 12", EP, Ltd, Cle    | Dirty Hit                    | DH00071          | Wielka Brytania            | 2015 | [ 9 ]  |